# Stefan Blöcher
Stefan Blöcher (ur. 25 lutego 1960 w Wiesbaden) – niemiecki hokeista na trawie, medalista olimpijski.
Wystąpił w 259 meczach reprezentacji narodowej. Miał udział w takich sukcesach zespołu niemieckiego, jak dwa srebrne medale olimpijskie (Los Angeles 1984 i Seul 1988), srebro mistrzostw świata (1982), pięć tytułów mistrza Europy (1978, 1980, 1984, 1988, 1992), srebro mistrzostw Europy w 1982. W 1987 został przez światową federację uznany za „Zawodnika roku”, nosił przydomek „białego Pakistańczyka”. W barwach zespołu z Wiesbaden zdobył także dwukrotnie mistrzostwo Niemiec (1984, 1988).
Po zakończeniu kariery hokeisty z powodzeniem uprawia golf, jest prezydentem Wiesensee Golf Club.